# Étréville
Étréville é uma comuna francesa na região administrativa da Normandia, no departamento de Eure. Estende-se por uma área de 11,24 km². Em 2010 a comuna tinha 682 habitantes (densidade: 60,7 hab./km²).